# Schlacht bei Mühldorf

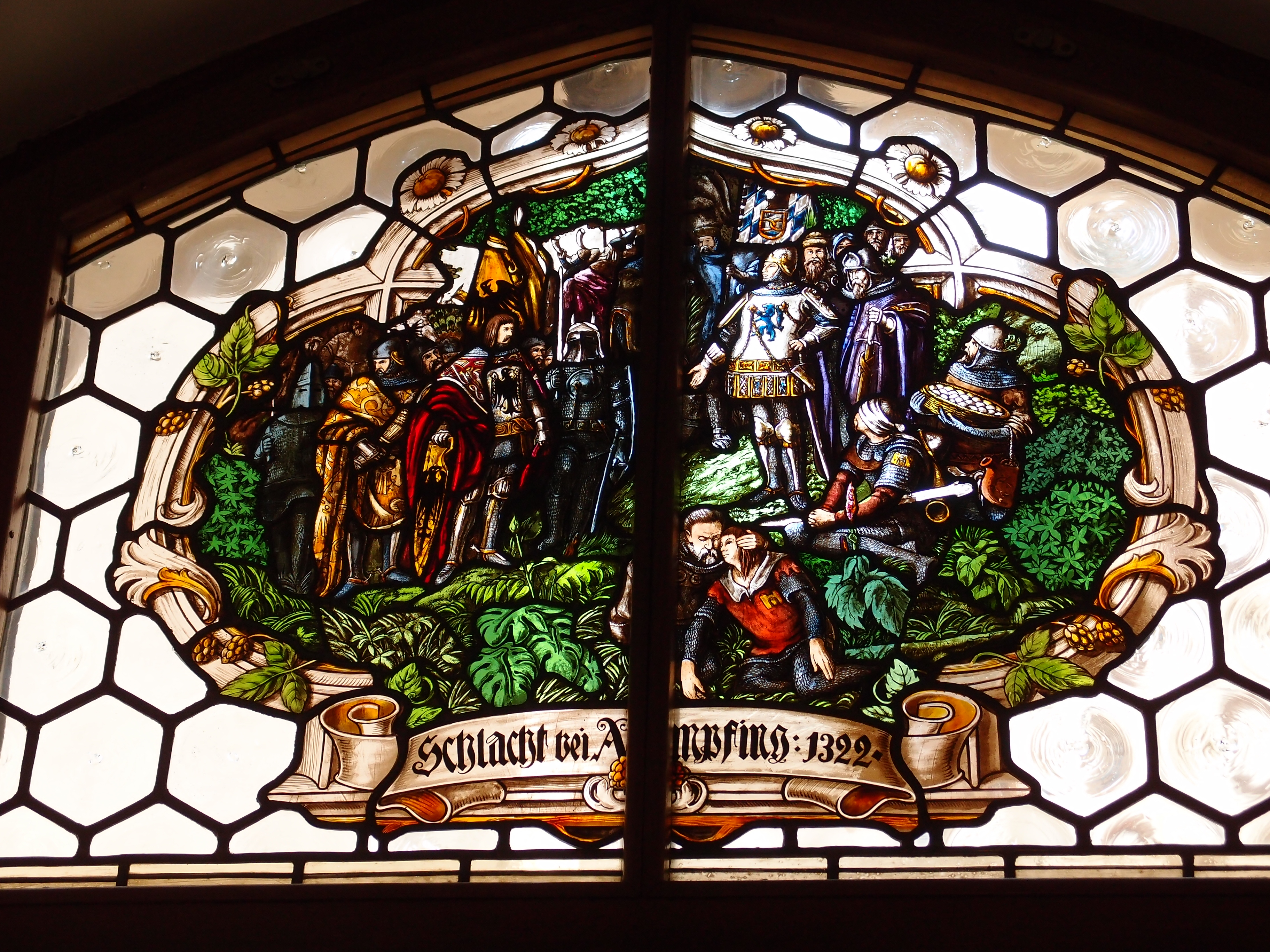
Erinnerung an die Schlacht bei Ampfing, Glasfenster im Münchner Rathaus

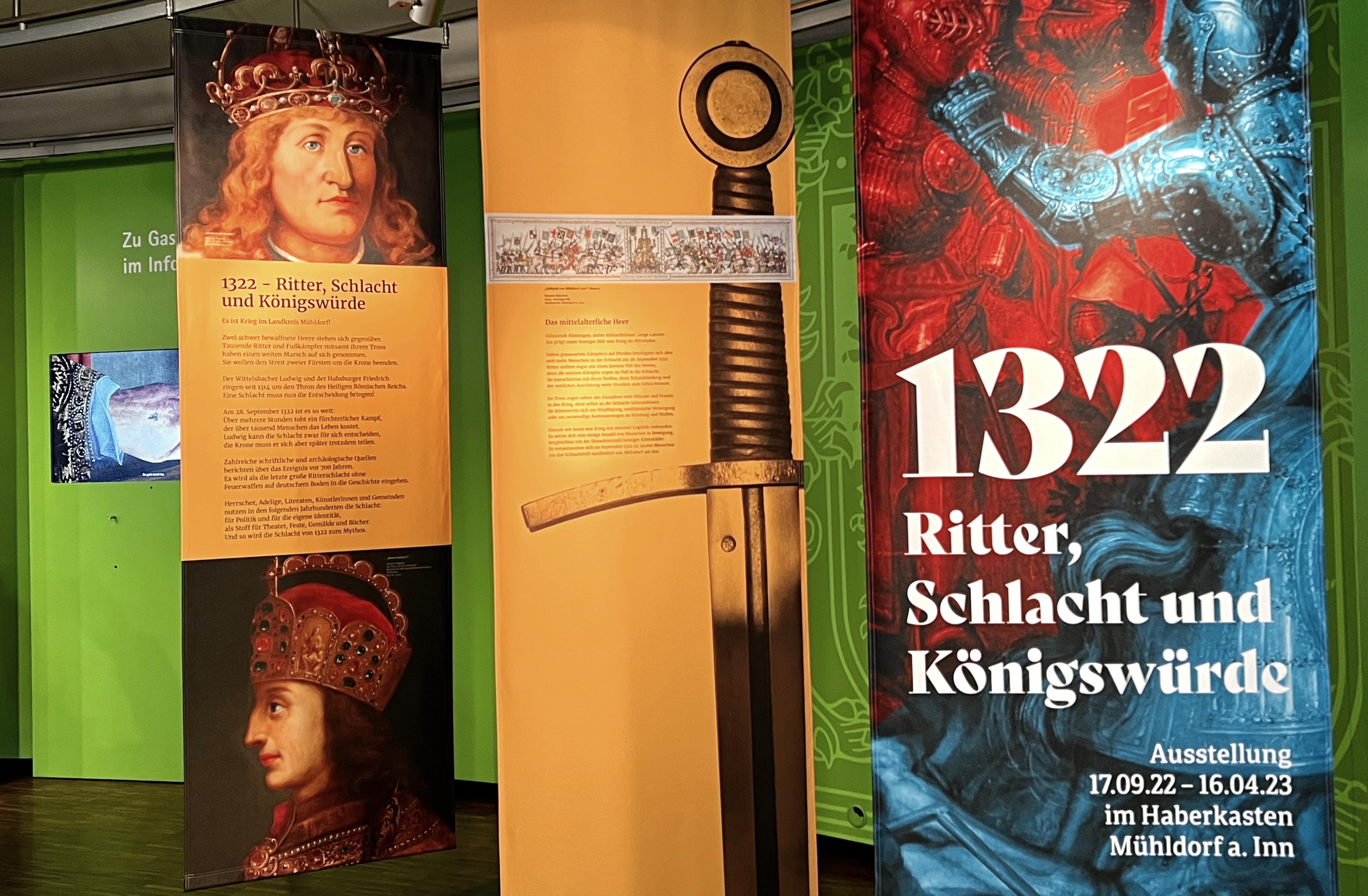
700 Jahre Schlacht bei Mühldorf – Ausstellung in München und Mühldorf

Am 28. September 1322 standen sich in der Schlacht bei Mühldorf in Oberbayern (früher auch Schlacht bei Ampfing genannt) der Wittelsbacher Ludwig IV. der Bayer (Herzog von Oberbayern) und der Habsburger Friedrich der Schöne (Herzog von Österreich) gegenüber.
Die seit 1314 anhaltenden Streitigkeiten um die Nachfolge des verstorbenen Heinrich VII. im Amt des römisch-deutschen Königs fanden hier ihr militärisches Ende. In einer Doppelwahl waren sowohl Ludwig als auch Friedrich als König gewählt worden. Ludwig gewann die Schlacht bei Mühldorf und konnte sich somit als alleiniger König durchsetzen. 1325 hatte er zwar seinen Kontrahenten Friedrich als Mitkönig anerkannt, um eine Aussöhnung mit den Habsburgern zu erreichen, 1328 ließ er sich aber den dem römisch-deutschen König traditionell zustehenden Titel Kaiser des Heiligen Römischen Reiches verleihen. Die Schlacht bei Mühldorf gilt heute als die letzte große Ritterschlacht ohne Feuerwaffen.

## Historischer Hintergrund

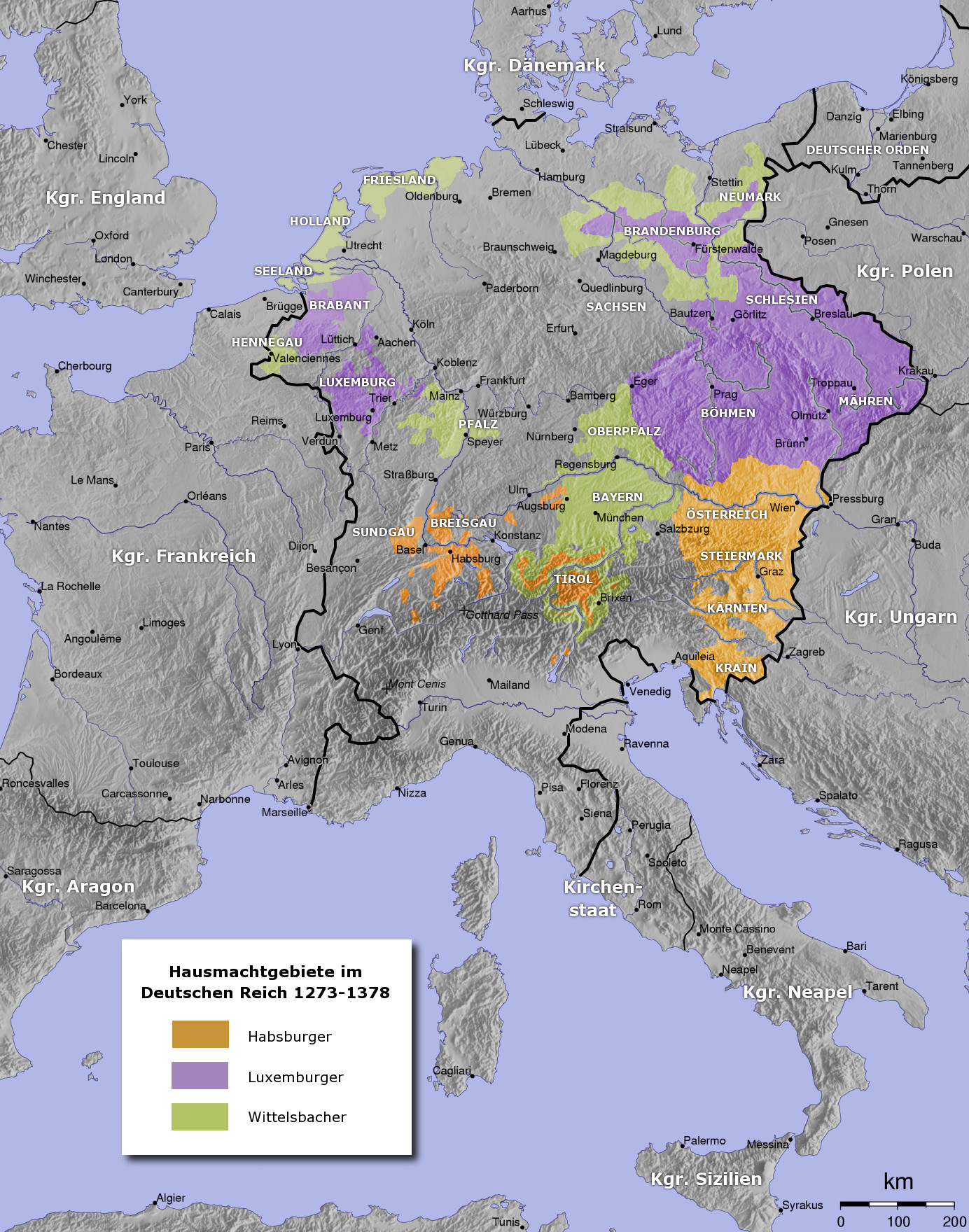
Situation im 13. und 14. Jh.: die dominierenden Hausmächte der Habsburger (orange), Luxemburger (violett) und Wittelsbacher (grün)

Um die Wende vom 13. zum 14. Jahrhundert beherrschten im Großen drei Adelsgeschlechter das politische Geschehen im Heiligen Römischen Reich: die Habsburger, die Luxemburger und die Wittelsbacher. Um dem wachsenden Einfluss der Habsburger Einhalt zu gebieten, wurde nach dem Tod des Königs Rudolf von Habsburg 1291 nicht dessen Sohn von den Kurfürsten als Nachfolger gewählt, sondern der wenig einflussreiche Adolf von Nassau. Aufgrund von Adolfs Politik, die auf den Ausbau seiner Hausmacht abzielte, verlor er allerdings schnell die Gunst der Kurfürsten, und diese ersetzten ihn sieben Jahre später durch den bei der vorherigen Wahl übergangenen Sohn Rudolfs, Albrecht I. Nach dessen gewaltsamem Tod im Jahre 1308 wurde der luxemburgische Graf Heinrich als Heinrich VII. zum deutschen König gewählt. Im Juni 1312 wurde er in Rom zum Kaiser gesalbt, starb aber schon ein Jahr später an Malaria. Der nun folgende Streit um seine Nachfolge war schließlich der Ausgangspunkt für die Schlacht bei Mühldorf.

### Schlacht bei Gammelsdorf

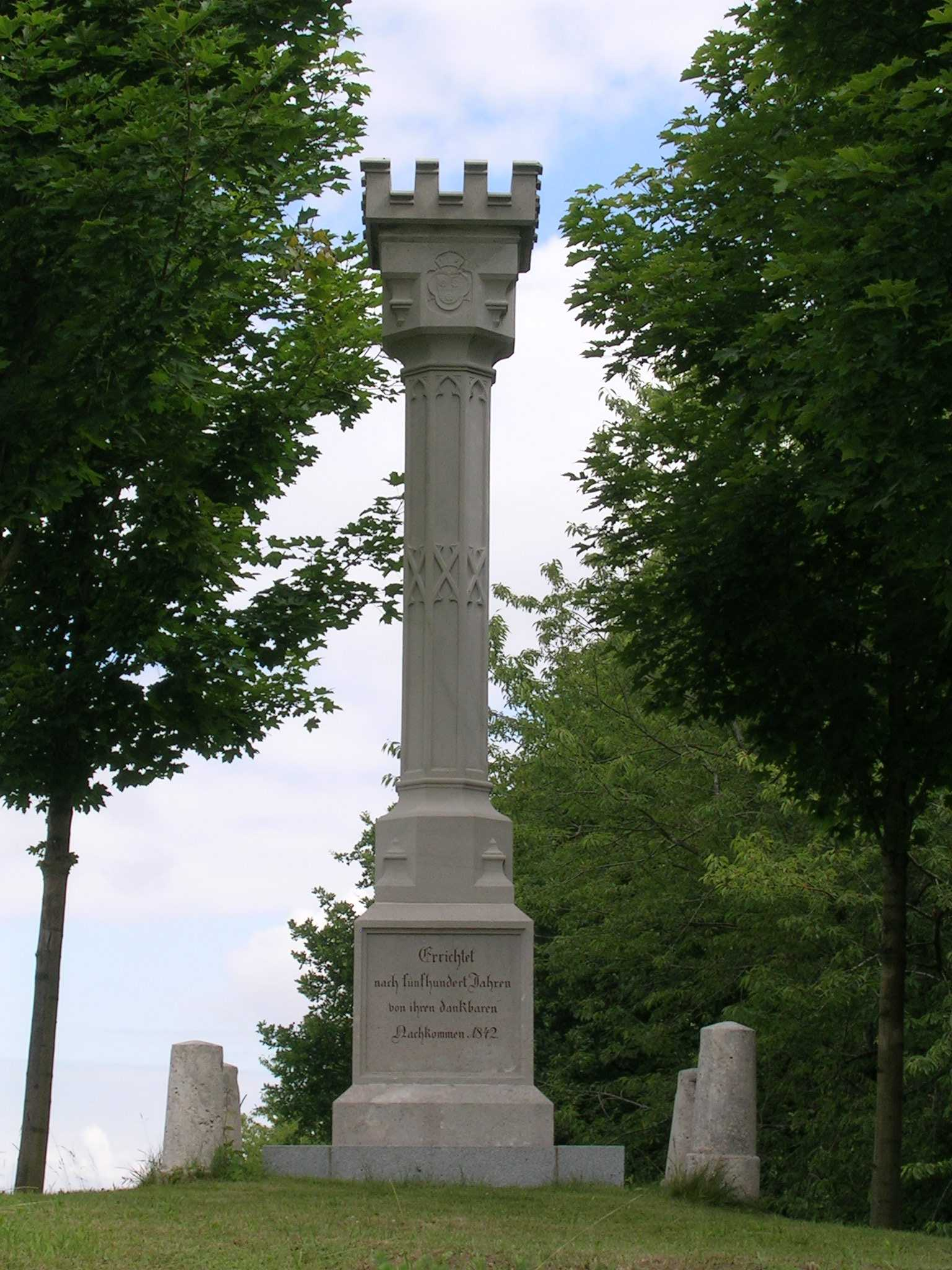
Denkmal zur Erinnerung an die Schlacht von Gammelsdorf 1313

Eine weitere Streitursache ergab sich, als nachdem Tode von Otto III. von Niederbayern die Vormundschaft über dessen beide minderjährigen Söhne von Ludwig eingefordert wurde. Ludwig besetzte die niederbayrischen Städte Landshut und Straubing, aber der niederbayrische Adel und die Witwen der verstorbenen wittelsbacher Herzöge boten Friedrich dem Schönen die Vormundschaft an und riefen die Habsburger zu Hilfe. 
Im November 1313 kam es zur Schlacht von Gammelsdorf, bei der Ludwig als Sieger hervorging. 

### Die Doppelwahl von Frankfurt
Nach dem Tode Heinrichs meldeten sowohl die Habsburger als auch die Luxemburger ihren Anspruch auf den Thron an. Das Haus Habsburg schickte Friedrich den Schönen in den Kampf um den Thron. Auf Luxemburger Seite wollte man Johann von Luxemburg, den König von Böhmen und Sohn des verstorbenen Heinrichs, auf dem Thron sehen. Als Johann überraschend seine Ansprüche auf den Thron zurückzog, diesen aber nicht seinem Konkurrenten Friedrich überlassen wollte, schlug er den Wittelsbacher Herzog von Oberbayern und der Pfalz, Ludwig den Bayern, als Kandidaten vor. Am 13. Oktober 1313 fanden sich schließlich beide Kandidaten, Friedrich und Ludwig, vor der Stadt Frankfurt zur Wahl ein. Friedrich ließ die Einladung Ludwigs, sich gemeinsam den Kurfürsten zur Wahl zu stellen, unbeantwortet, eine Entscheidung, die zwangsläufig in einer Doppelwahl enden musste. So wählten die Kurfürsten aus Köln, der Pfalz und aus Sachsen-Wittenberg am 19. Oktober 1314 Friedrich den Schönen in Frankfurt-Sachsenhausen zum König. Die Krönung durch Heinrich II. von Virneburg, den Erzbischof von Köln, fand anschließend in Bonn statt, da Aachen, die traditionelle Krönungsstadt, sich weigerte, Friedrich die Tore zu öffnen. Am 20. Oktober, also einen Tag nach Friedrichs Wahl, wurde Ludwig in Frankfurt durch Kurstimmen aus Mainz, Trier, Böhmen, Brandenburg und Sachsen-Lauenburg zum König gewählt und am 25. November in Aachen durch den Erzbischof von Mainz, Peter von Aspelt, gekrönt.
Traditionell fanden die Königswahlen in Frankfurt statt, die Krönung selbst anschließend in Aachen durch den Kölner Erzbischof. So kam es bei der Doppelwahl von 1314 zu dem kuriosen Fall, dass Ludwig der Bayer zwar am „richtigen“ Ort gewählt und gekrönt wurde, allerdings vom „falschen“ Erzbischof. Friedrich wiederum konnte zwar den „richtigen“ Erzbischof vorweisen, wurde von diesem aber am „falschen“ Ort gekrönt.
Es folgten beiderseitige Bemühungen um päpstliche Approbation, also die Bestätigung eines der Kandidaten durch den Papst. Dieser wollte aber zunächst keinen der beiden Thronprätendenten anerkennen, um so im Thronkonflikt die Verhältnisse noch offen zu halten und seine eigenen Interessen verfolgen zu können. Die Folge war ein acht Jahre dauernder Kampf um den Thron, in dem beide Kandidaten zunächst ähnlich große Chancen hatten.

### Der Weg bis zur Entscheidung
Auf Grund von Wahlversprechungen, mit denen er sich die Gunst der Kurfürsten erkauft hatte, trat Ludwig Teile des Wittelsbacher Hausbesitzes an Mainz, Trier und Böhmen ab. Dies verärgerte seinen Bruder, Pfalzgraf Rudolf I., der schon lange mit ihm im Zwist lag und bei der Königswahl gegen Ludwig gestimmt hatte. Rudolf schlug sich nun offen auf die Seite der Habsburger unter Friedrich dem Schönen. Ein erstes Aufeinandertreffen zwischen Ludwigs und Friedrichs Truppen endete 1315 bei Speyer ohne Kampf. Währenddessen versuchte der oberbayerische Adel, die Differenzen zwischen Rudolf und Ludwig auszuräumen. Rudolf sollte demnach das Königtum Ludwigs sowie die Gebietsabtretungen akzeptieren und im Gegenzug die Regentschaft in Bayern erhalten. Ludwig aber wollte seinem Bruder keinerlei Macht zugestehen und sicherte sich durch mehrere geschickte Schachzüge die Unterstützung der niederbayerischen und oberbayerischen Stände. Schließlich musste Rudolf, seiner Burgen beraubt, nach Worms fliehen.
1316 kam es erneut zu einem Aufeinandertreffen zwischen Wittelsbachern und Habsburgern, dieses Mal bei Esslingen am Neckar. Dabei kam es zu einem Scharmützel, als Knechte beim Tränken der Pferde aneinandergerieten, wobei keine Fahnen gezeigt wurden und die Heeresführung beider Seiten nicht anwesend war. Es folgten einige Jahre der Ruhe im Zwist der beiden Häuser, die Ludwig dazu nutzte, seine Macht in Bayern auszubauen. Auch konnte er sich mit Rudolf auf einen Vergleich einigen, bei dem dieser Ludwig die Alleinherrschaft in Bayern zugestand. Rudolf selbst musste sich mit einigen Burgen und finanziellen Leistungen zufriedengeben. Ohne sich mit seinem Bruder versöhnt zu haben, starb Rudolf schließlich am 13. August 1319 in Heidelberg. Im September 1319 rückten erstmals Truppen Friedrichs des Schönen nach Mühldorf vor, wo sie schließlich den Truppen Ludwigs gegenüberstanden. Auf Grund von Morddrohungen gegen Ludwig zogen dessen Truppen aber kampflos ab; sie wollten nicht in Gefahr geraten, ihren Anführer zu verlieren. Die Habsburger Truppen zogen daraufhin, eine Spur der Verwüstung hinter sich lassend, bis vor Regensburg. Durch diesen Rückschlag musste Ludwig enorme Machteinbußen hinnehmen, konnte aber weiter auf die wichtige Unterstützung aus Niederbayern zählen. Friedrich witterte nun die Chance, Ludwig im Kampf um den Thron endgültig aus dem Weg zu räumen, und zog mit seinen Truppen 1321 erneut Richtung Mühldorf, allen Warnungen aus den eigenen Reihen zum Trotz.

## Ablauf

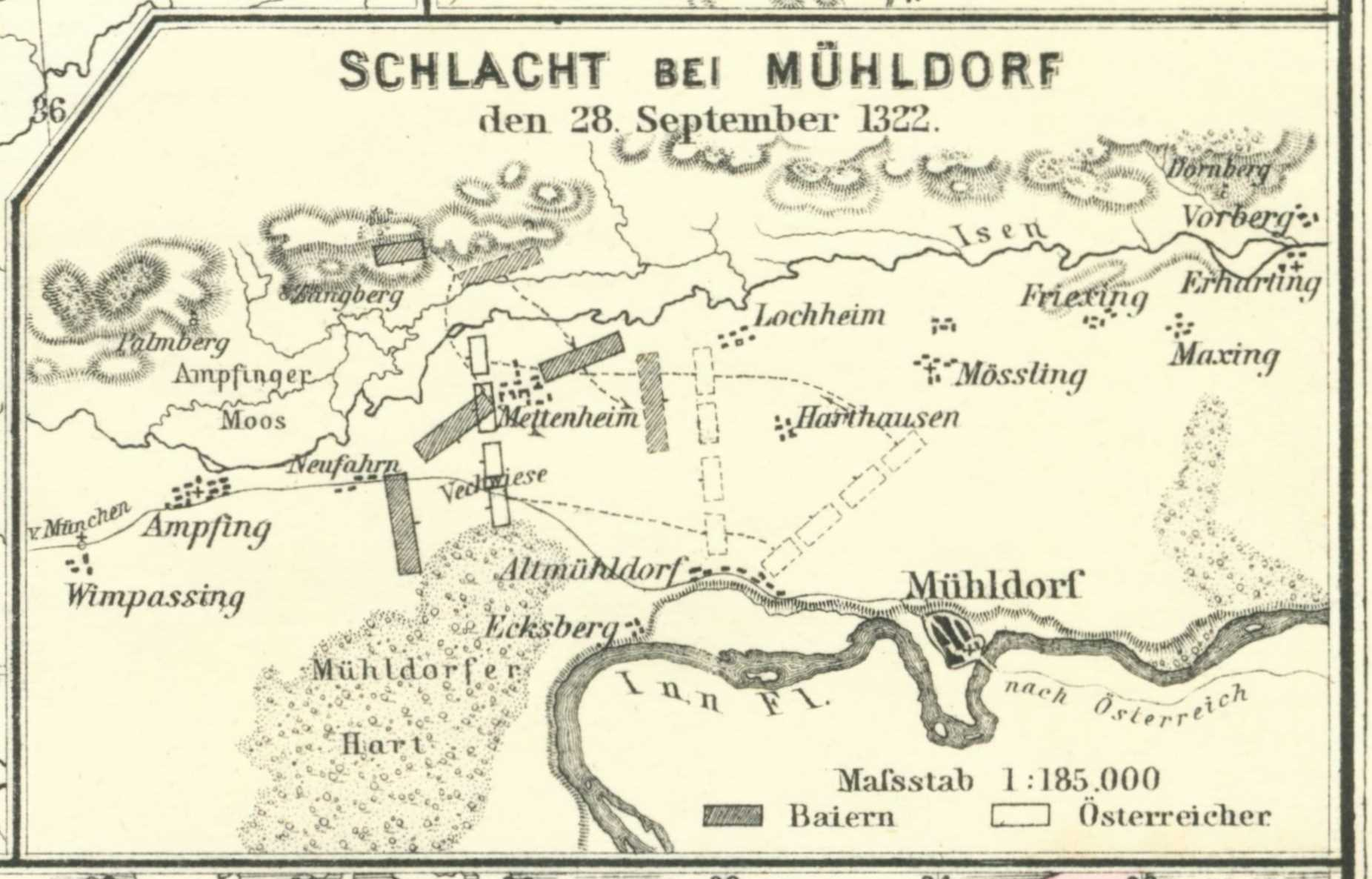
Übersichtsplan (1879)

### Die Anmarschwege der Truppen

#### Die Habsburger Truppen
Friedrichs Truppen vereinigten sich aus Westen kommend am 21. September 1322 bei Passau mit den Truppen des Passauer Bischofs und zogen dann gemeinsam entlang des linken Innufers Richtung Mühldorf, wo sie etwa fünf Tage später eintrafen. Friedrichs Verbündete, Friedrich III. von Leibnitz (der Bischof von Salzburg) sowie Dietrich Bischof von Lavant zogen von Salzburg kommend ins nördlich gelegene Mühldorf, wo sie schon vor dem 20. September eintrafen. Friedrich der Schöne kam am 24. September in Mühldorf an. Leopold I. von Österreich, Friedrichs Bruder, sollte von Schwaben her kommend zu den Habsburger Truppen stoßen, was ihm aber nicht gelang. Er befand sich am 25. September noch am Lech, also im günstigsten Falle vier bis fünf Tagesmärsche von Mühldorf entfernt. Die in Mühldorf verfügbare Streitmacht bestand aus 1400 schwer bewaffneten Reitern, 5000 Ungarn und Heiden, womit Kumanen gemeint sind, und vielen Kriegern zu Fuß. Herzog Leopold hätte über 1200 Reiter verfügt, befand sich zum Zeitpunkt der Schlacht aber noch bei Fürstenfeld nahe München.

#### Die Wittelsbacher Truppen
An der Spitze seiner Truppen zog Ludwig am 7. September von Regensburg aus Richtung Mühldorf, wo er am Tag der Schlacht eintraf. Seine Truppen setzten sich aus eigenen Vasallen und denen seiner niederbayerischen Neffen zusammen. Bedeutende Bundesgenossen waren Johann von Luxemburg und der Burggraf Friedrich IV. von Nürnberg. Aber auch schwäbische Truppen unter Wilhelm von Montfort und Berthold von Seefeld wurden zur Abwehr der Habsburger Truppen eingesetzt. Die Schwaben dienten vermutlich vor allem dazu, den Vormarsch Leopolds zum Stehen zu bringen, beziehungsweise die Kommunikationslinie zwischen diesem und Friedrich zu unterbrechen, was ihnen anscheinend auch gelang. Die Truppe bestand aus 1800 schwer bewaffneten Reitern, 4000 Kämpfern zu Fuß sowie Schützen.

### Der Ort der Schlacht
Der exakte Austragungsort der Schlacht war lange Zeit äußerst umstritten. So berichten manche Quellen, dass die Schlacht zwischen Mühldorf und Ötting an der Isen stattfand, wieder andere Quellen geben die Ampfinger Wiesen als Ort der Schlacht an. Lange wurde daher auch von der Schlacht bei Ampfing gesprochen. Hauptquelle für Ampfing als Ort der Schlacht ist Johannes Aventinus, der in seiner „Bayerischen Chronik“ betont, dass Ampfing wegen dieser Schlacht „in fremden Ländern zu einem sagenhaften Ruhm gelangte“. Da in zahlreichen anderen Quellen ein Höhenzug in der Nähe des Kampfplatzes genannt wird, wurde die Hypothese vom Ort der Schlacht bei Ampfing mittlerweile verworfen. Österreichische Erzählungen aus dem 14. Jahrhundert sprechen von einem Ort der Schlacht „oberthalben Mühldorf“. Dies deckt sich mit mehreren unabhängigen Erzählungen, die die Burg Dornberg nordöstlich von Erharting mit dem Ort der Schlacht in Verbindung bringen. Dass in einigen Quellen auch von einem Kampf auf den Erhartinger Wiesen gesprochen wird, macht die Hypothese vom Ort der Schlacht im Nordosten Mühldorfs sehr wahrscheinlich. Gestützt wird dies durch Forschungen Ernst Rönschs, der auch eine Erklärung für die Erwähnung Ampfings in mehreren Quellen liefert. So ist in salzburgischen Verzeichnissen von einem Zoll „zu Ampfing im Rohrbach“ die Rede. Die Ortschaft Rohrbach liegt allerdings nicht bei Ampfing, sondern zwei Kilometer nordwestlich von Erharting. Auch neuere Funde unterstützen die These vom Ort der Schlacht westlich von Erharting, welcher daher als sicher gelten kann.

### Der Schlachtverlauf
Die Angaben über den Schlachtverlauf sind widersprüchlich und je nach Partei bemüht, den Ruhm Ludwigs herauszustellen oder die Niederlage der Habsburger zu entschuldigen. Von wem die Initiative zur Schlacht ausging, ist umstritten. Nach der böhmischen Chronik schlug König Johann den Festtag des böhmischen Landespatrons Wenzel als Tag der Schlacht vor. Der Sieg an diesem böhmischen Nationalfeiertag wird dann in der böhmischen Chronik entsprechend gewürdigt. Die bayerische Fürstenfelder Chronik schreibt die Initiative König Ludwig zu, der viel Mühe damit gehabt habe, König Johann von der Schlacht zu überzeugen, und datiert sie auf den Vortag des Sankt-Michael-Tags. Zumindest herrscht also, auch bei unterschiedlicher Benennung, Einigkeit über das Datum, den 28. September. Die Schlacht scheint von der bayerischen Partei angeboten worden zu sein, indem sich diese am Vorabend in Schlachtordnung dem Gegner präsentierte.
Da Friedrich nicht alle seine Truppen rechtzeitig zusammenziehen konnte und somit seinem Gegner um 400 Ritter unterlegen war, wurde ihm von mehreren Seiten von einem voreiligen Schlachtbeginn abgeraten. Allen Gegenstimmen zum Trotz nahm er aber den Kampf an. Über die beteiligten Personen herrscht Uneinigkeit. Ob König Ludwig selbst am Kampf teilgenommen hat, wird je nach Partei unterschiedlich angegeben. Festzustehen scheint, dass Friedrich in voller Helmzier in die Schlacht geritten ist. Ludwig hat sich nach älteren habsburgischen Aufzeichnungen gar nicht am Kampf beteiligt, ein Vorwurf, der in jüngeren Quellen nicht mehr auftaucht. Bayerische Quellen gestehen aber ein, dass er sich, um unerkannt zu bleiben, in eine Gruppe von elf weiteren Rittern begeben habe, was ihm als unritterliches Verhalten ausgelegt werden konnte.
Aus den verschiedenen Quellen rekonstruiert Heinz Thomas folgenden Kampfverlauf: König Johann mit Truppen aus Böhmen, Schlesien und dem Rheinland stand auf dem rechten Flügel der bayerischen Partei. Im Zentrum und auf dem linken Flügel standen Ludwig und die Bayern aus den beiden Herzogtümern sowie die Truppen aus Franken und Schwaben. Dem böhmischen König gegenüber standen Herzog Heinrich von Österreich sowie die Truppen aus Salzburg. Nach den ersten geschlossenen Reiterattacken sollen die Bayern abgesessen sein und zusammen mit den Fußtruppen wurden die Pferde der Österreicher zu Fall gebracht. Warum die auf Habsburger Seite kämpfende 5000 Mann starke ungarische Truppe nicht effektiv eingesetzt werden konnte, ist heute nicht eindeutig geklärt. Es wird angenommen, dass sie auf Grund ihrer leichten Rüstung den schwer gerüsteten Gegnern unterlegen war. Auch konnten sie ihre Reiterei nicht effektiv einsetzen, da sich die bayerische Linie an den Hang anlehnte und so eine Umgehung in deren Rücken nicht möglich war. Laut österreichischen Quellen soll schließlich ein Verrat den Ausgang der Schlacht maßgeblich beeinflusst haben. Böhmische Kämpfer, die bereits gefangen genommen waren, sollen von einem Österreicher wieder befreit worden sein und in den Kampf eingegriffen haben. Zur selben Zeit griff der Nürnberger Burggraf Friedrich IV von Nürnberg mit 500 Rittern von Nordwesten her an und trieb den linken Flügel der Österreicher auf deren Zentrum zurück. Die Habsburger hielten die Truppen des Burggrafen zunächst für die Truppen Herzog Leopolds und konnten dem überraschenden Angriff nichts mehr entgegensetzen. König Friedrich und sein Bruder wurden von den Nürnbergern gefangen genommen. Nach bayerischen Quellen warfen sich die beiden österreichischen Brüder Ludwig unter Tränen zu Füßen, weil sie befürchteten, getötet zu werden. Ludwig gebot ihnen aber, sich zu erheben, und erklärte sie für gefangen genommen.
Nach dem Ende der Schlacht wurde Friedrich zunächst auf die Burg Dornberg, später auf die Burg Trausnitz gebracht. Zwar gibt es keine genauen Angaben über die Zahl der Verluste, diese waren aber ohne Zweifel recht hoch. Die böhmische Chronik des Peter von Zittau spricht von etwa 1100 Toten. Der siegreiche Ludwig verließ aus Angst vor einem möglichen verspäteten Eintreffen Leopolds noch am selben Tag das Schlachtfeld. Dies wurde ihm wieder als unritterliches Verhalten ausgelegt, da er nicht wie üblich drei Tage auf dem Schlachtfeld verblieb, um den Sieg offensichtlich zu machen. Die plündernd Richtung Österreich ziehenden Hilfstruppen der Habsburger ließ Ludwig nicht weiter verfolgen. Die während der Schlacht gefangengenommenen Angehörigen des österreichischen und salzburgischen Adels wurden nach und nach von den siegreichen Parteien gegen Lösegelder freigelassen. Von einer Einnahme der zum Erzbistum Salzburg gehörenden Stadt Mühldorf sah man allerdings ab. Mühldorf blieb bis 1802 unter salzburgischer Herrschaft.

### Legende

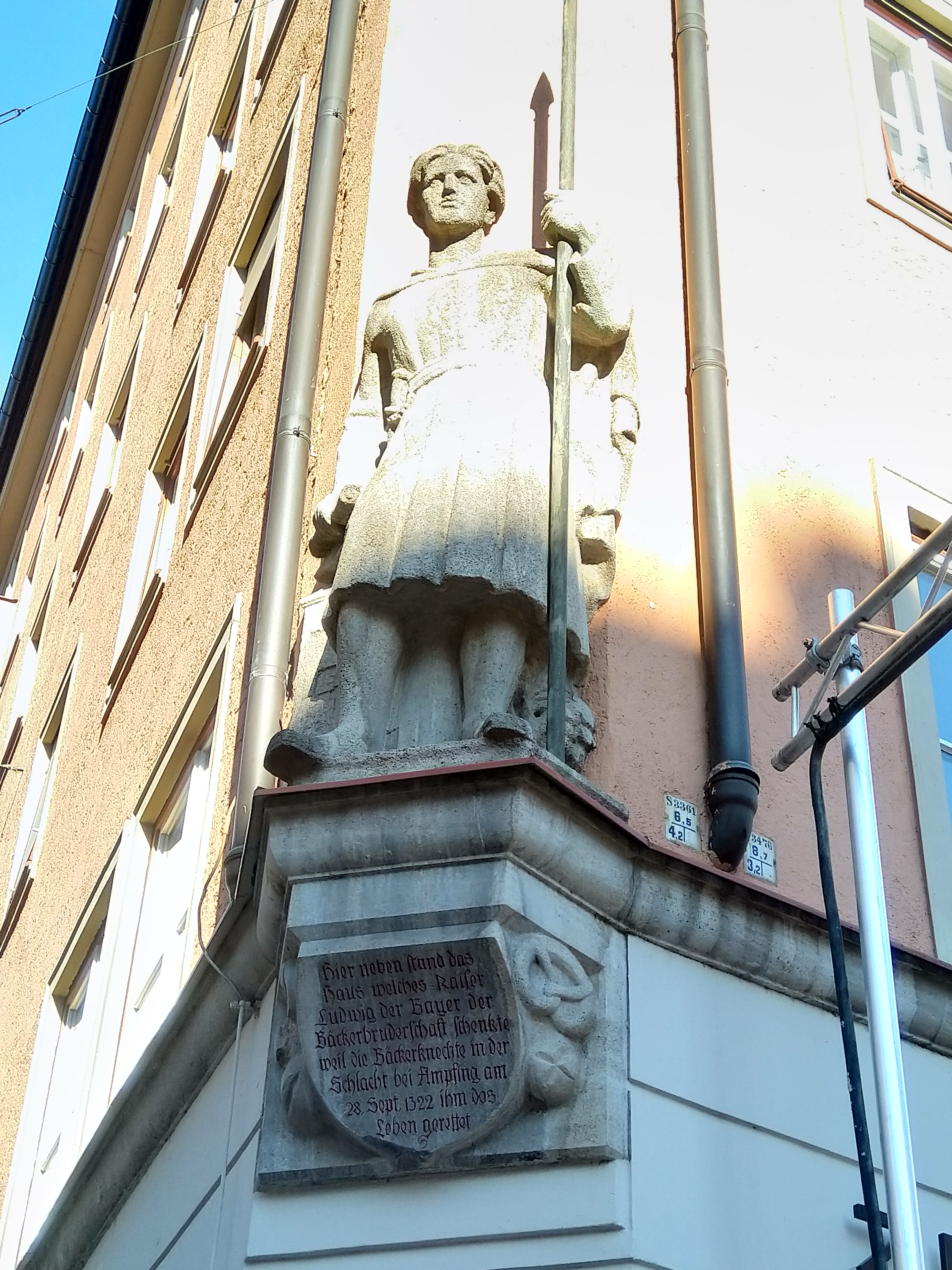
Steinbild Ludwig der Bayer, darunter Gedenktafel (Tal 15, München)

Nach einer alten Legende, festgehalten von einigen Historikern im und kurz nach dem 19. Jahrhundert, retteten Münchner Bäckerknechte Ludwig (Münchner Bürger standen ihm generell treu zur Seite, auch nach seiner Exkommunikation) am 28. September 1322 bei einem Handgemenge mit dem bayerischen Ritter Gottfried Grießenbeck das Leben, woraufhin er ihnen aus Dankbarkeit ein Haus bei einer Linde im Tal nahe der ehemaligen Hochbrücke in München schenkte.

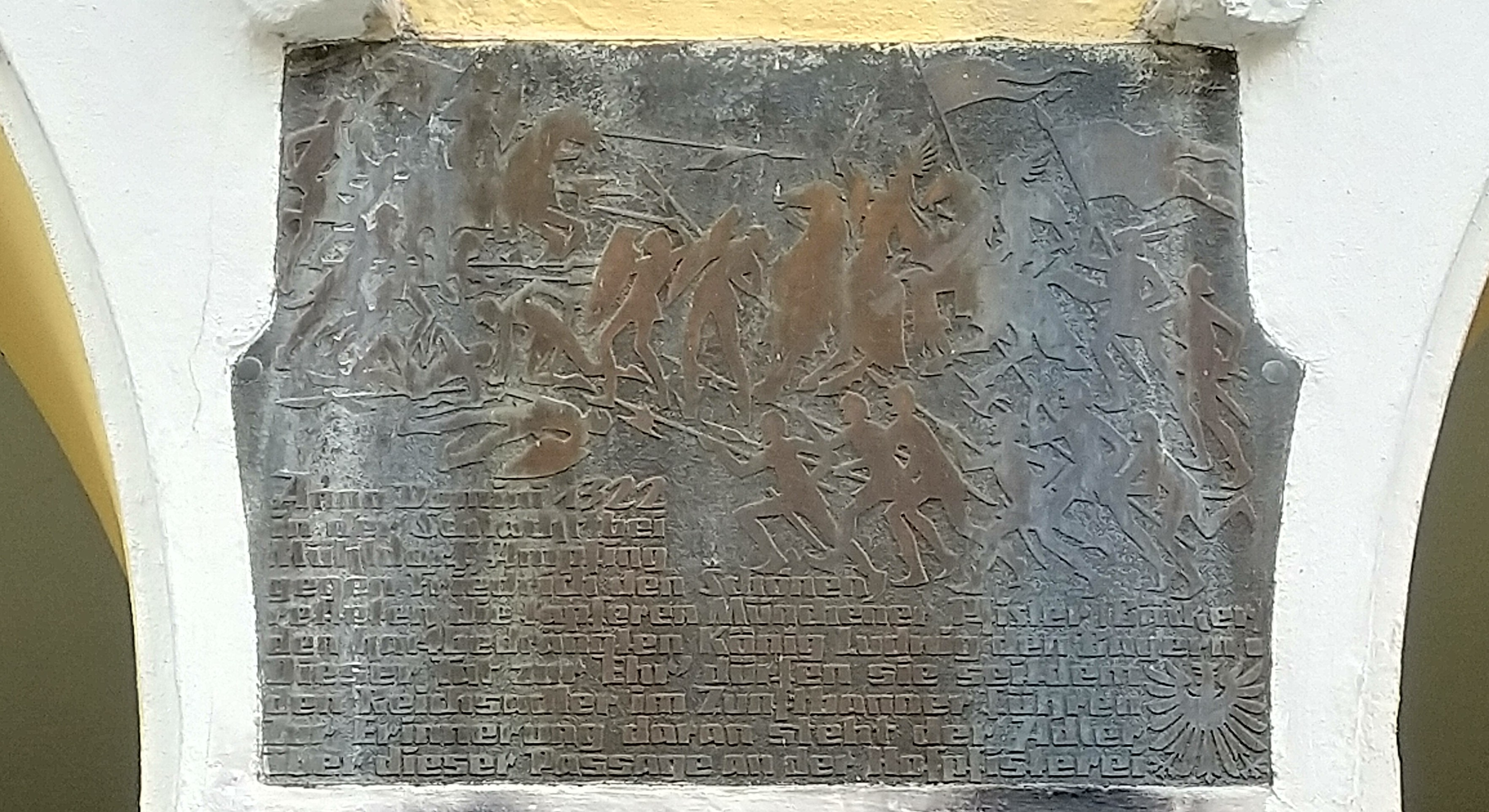
Gedenktafel in der Pfisterstraße 7, München

## Auswirkungen
Trotz seines Sieges wurde Ludwig zunächst nicht allgemein als König anerkannt. Dennoch übernahm er nach seinem Sieg die Regierungsgewalt und konnte auch die Herausgabe der Reichskleinodien durch die Österreicher erwirken. Da nun auch andere Häuser versuchten, in den Konflikt um die Kaiserkandidatur einzugreifen, strebte Ludwig einen Vergleich mit Friedrich an. Nach zweieinhalb Jahren in Haft verzichtete Friedrich auf den Thron und gab an, Ludwig gegen jedermann zu beschützen. Im Gegenzug wollte er nur mit den Erblanden belehnt werden und seinen Sohn mit der Tochter Ludwigs vermählen. Da seine Brüder diesem Ausgleich zustimmen mussten, Leopold dies aber nicht tat, wurde Friedrich erneut inhaftiert, der Vergleich war hinfällig. Zur Aussöhnung mit den Habsburgern kam es erst, als Ludwig am 5. September 1325 Friedrich in München als Mitkönig anerkannte. Erst am 17. Januar 1328 wurde Ludwig dann in Rom zum römisch-deutschen Kaiser gekrönt, die einzige mittelalterliche Kaiserkrönung ohne jegliche päpstliche Beteiligung.

## Rezeption in Theaterstücken
- Ludwig Uhland: Ludwig der Bayer – Schauspiel in fünf Aufzügen, (1817–1818)
- Martin Greif: Die Schlacht bei Mühldorf, (1892)
- Fritz Hacker: Die Kaiserschlacht bei Ampfing, (1922), wiederaufgeführt mit den Titeln Die Schlacht bei Ampfing (1988) und 1322 – Die Schlacht bei Ampfing (2022)[19]
- Christopher Luber und Silvia Menzel: Der Bairische Aff oder wie einer Kaiser wird (2021)

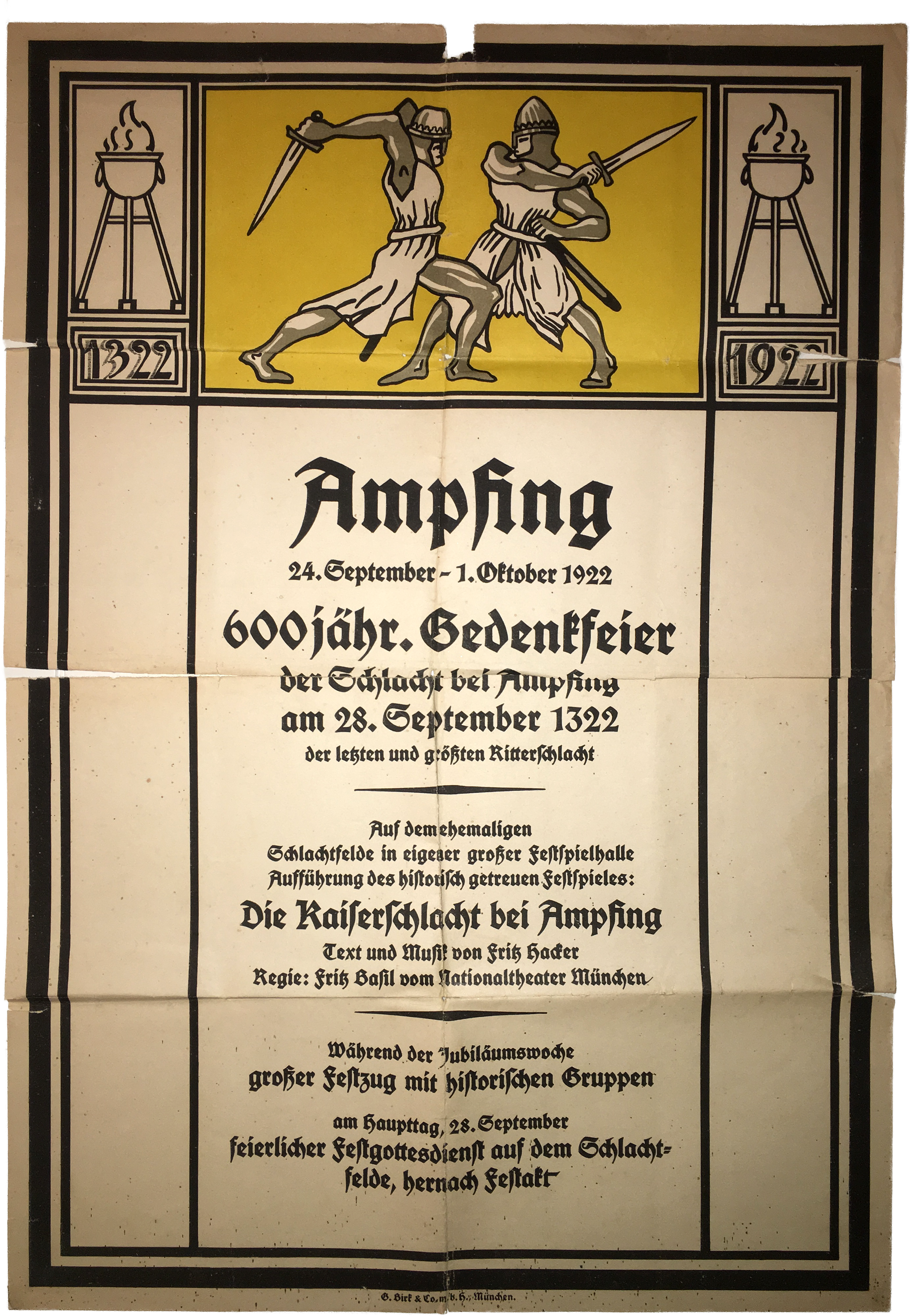
Werbeplakat für die Theateraufführung 1922.